# Glynis Nunn
Glynis Nunn, född den 4 december 1960 i Toowoomba, Queensland,  Australien,  är en australisk friidrottare inom mångkamp. Nunn började tävla i friidrott när hon var nio år och hon fortfarande studerade på Toowoomba South State School. När hon var femton år vann hon i 6 evenemang  i State championships och slog rekord i 5 av dem.

## Karriär
Nunn kvalificerade sig för Samväldesspelen 1978, men kunde inte tävla på grund av skada. Istället för i sjukamp tävlade hon i femkamp 1981, och inför Samväldesspelen 1982 flyttade Nunn till Adelaide för att träna med den olympiske tränaren John Daly. Det var i Adelaide hon gifte sig med sin första make Chris Nunn. Nunn vann guld i de inledande Samväldesspelen 1982. 1986 åkte hon till Samväldesspelen för fjärde gången. Denna gång hölls de i Edinburgh. Nunn vann där en bronsmedalj i 100 meter häck.
Nunn tävlade i femkamp i Edmonton 1978. 1982 vann hon guldmedaljen i sjukamp i Samväldesspelen i Brisbane. Hon lämnade sitt arbete som lärare i idrott och hälsa 1983, för att kunna koncentrera sig på träning. 1984 deltog Nunn i Sjukamp för damer i friidrott vid olympiska sommarspelen 1984, som hölls för första gången någonsin, och som hölls i Los Angeles 1984. Nunn, som bara var 165 centimeter lång, ljög om sin kroppslängd hon när hon deltog i tävlingarna. Hon besegrade den amerikanska favoriten Jackie Joyner med fem poäng.
Nunn gick också till final i 100 meter häcklöpning och långa hopp och i de grenarna blev hon femma respektive sjua. Glynis Nunn är den enda idrottare från Australien som har vunnit ett olympiskt multidisciplinevenemang.
Efter Olympiska spelen bytte hon från sjukamp till häcklöpning. Hon vann brons 1986, men hade senare problem med skador som hon hade ådragit sig. Nunn lämnade tävlingsidrotten 1990, då hon hade gift om sig. Hon sysslar nu mycket med idrottscoachning och har arbetat som sprinttränare för the Brisbane Lions AFL fotbollsteam. Nunn har föreläsningar i fitness och är eftersökt för att hålla offentliga tal.

## Utmärkelser
År 1985 fick Nunn en medalj från Order of Australia och blev införd i Sport Australia Hall of Fame. Hon fick medaljen Australian Sports Medal 2000.